# Schloss Strelzhof

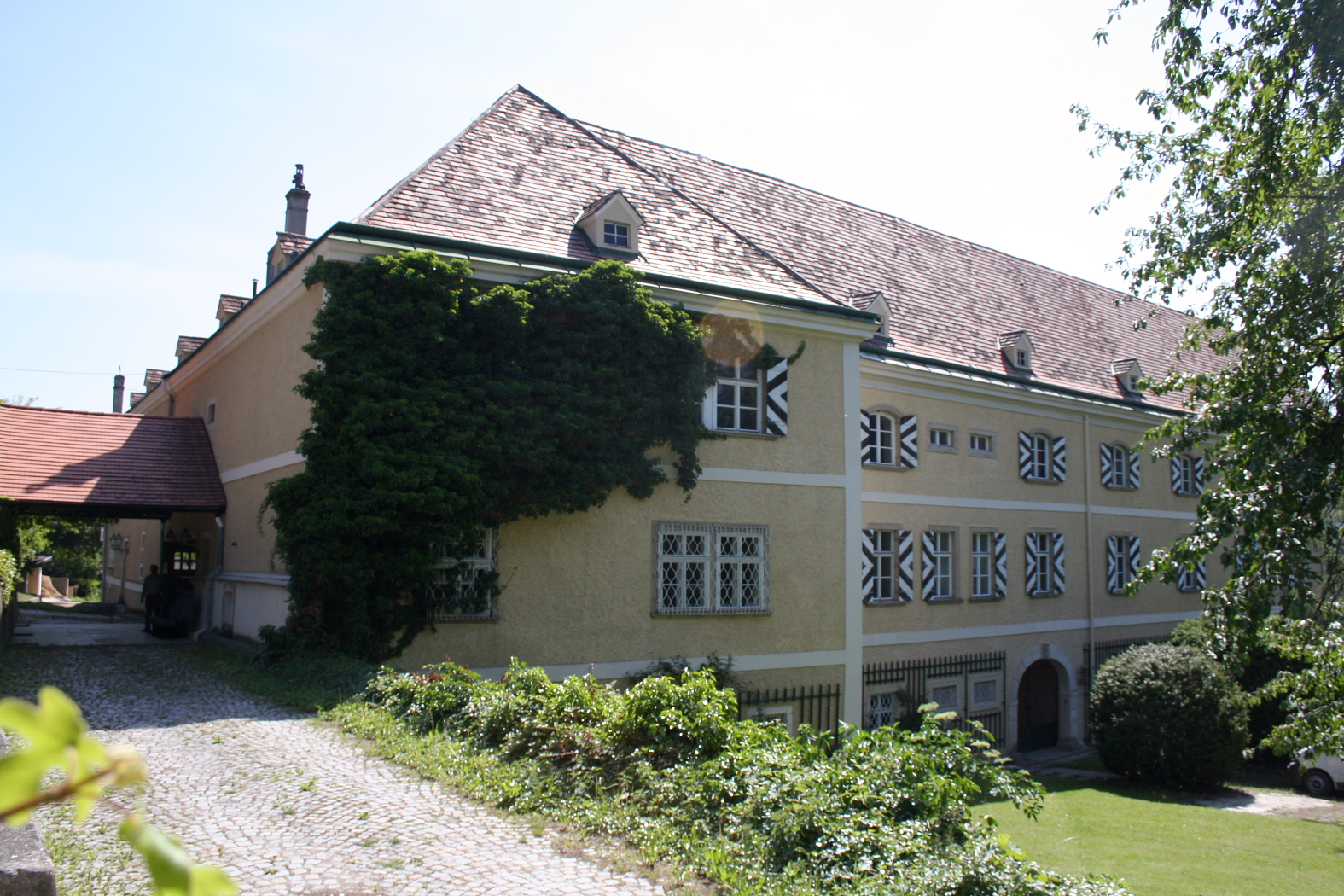
Westansicht im Norden

Das Schloss Strelzhof ist ein Schloss in einem weitläufigen Park im Ort Strelzhof in der Gemeinde Willendorf in Niederösterreich. Das Schlossgebäude steht unter Denkmalschutz.

## Geschichte
An der Stelle war ein Vorgängerbau mit einer um 1150 urkundlich genannten, von Bischof Hartmann von Brixen geweihten St.-Markus-Kapelle („capella Strelz“). Das heutige Schloss wurde ab der Mitte des 17. Jahrhunderts erbaut. Die Abtei Seckau verkaufte 1662 die Pfarre St. Peter im Moos und das Gut Strelzhof an das Stift Neukloster in Wiener Neustadt. In der Mitte des 18. Jahrhunderts erfolgten Umbauten mit dem Baumeister Johann Pauli. In der 1. Hälfte des 19. Jahrhunderts erfolgten bauliche Veränderungen im Inneren. 1920 verkaufte der Diplomat Heinrich von Lützow das Schloss an die Credit Foncier Auxiliaire AG Zürich. 1925/26 entstanden Schäden durch einen Brand.

## Architektur
Die dreigeschoßige, unregelmäßige, vierflügelige Schlossanlage um einen Hof wurde in der 2. Hälfte des 17. Jahrhunderts bis in die 1. Hälfte des 18. Jahrhunderts erbaut. Der Osttrakt trägt einen barocken Dachreiter. Im Osten wurde am Nordtrakt ein hakenförmiger Wirtschaftshof angebaut, welcher nach Süden mit einer weiten – ein Rechteck bildenden – Ummauerung geschlossen wurde.